# Aharon Goldstein
Aharon Goldstein (hebr.: אהרן גולדשטיין, ur. 19 grudnia 1902 w Złotopolu, zm. 12 października 1976) – izraelski polityk, w latach 1963–1974 poseł do Knesetu z list Partii Liberalnej i Gahalu.

## Życiorys
Urodził się 19 grudnia 1902 w Złotopolu – obecnie dzielnica ukraińskiego miasta Nowomyrhorod. Uczył się w chederze. Do Palestyny wyemigrował w 1921 roku.
W wyborach parlamentarnych w 1961 nie dostał się do izraelskiego parlamentu jednak 11 listopada 1963 objął mandat po Idowie Kohenie. W wyborach w 1965 oraz 1969 roku uzyskiwał reelekcję. Zasiadał w Knesetach V, VI i VII kadencji. Zmarł 12 października 1976.